# Charles J. Dunlap, Jr.
Charles J. Dunlap Jr. (16 giugno 1950) è un generale statunitense.
Si è congedato nel febbraio 2010  da vice judge advocate general, Headquarters U.S. Air Force, Washington, D.C.
Nel 2018, Dunlap era Executive Director del Duke Law School's Centre on Law, Ethics and National Security.

## Carriera militare
Nella sua qualità di vice judge advocate general, Dunlap assisteva il Judge Advocate General nel coordinamento professionale di più di 2 200 judge advocate, 350 avvocati civili, 1 400 assistenti militari e 550 impiegati civili in varie parti del mondo. Oltre a sovrintendere ad una serie di funzioni di giustizia militare, operative, di diritto civile e internazionale, Dunlap dava consulenza legale all'Air Staff e a comandanti di tutti i livelli.
Dunlap fu nominato ufficiale attraverso il programma AFROTC presso la St. Joseph's University nel maggio 1972, e fu ammesso al Bar (foro giudiziario) della Corte suprema della Pennsylvania nel 1975. È stato impegnato a supporto di varie missioni nel Medio Oriente ed Africa, tra cui Provide Relief, Restore Hope, Vigilant Warrior, Desert Fox, Bright Star, ed Enduring Freedom. Ha guidato delegazioni di militari presso autorità militari di Uruguay, Repubblica Ceca, Sudafrica e Colombia.
Dunlap tratta diffusamente argomenti legali e di sicurezza nazionale, e vengono pubblicati suoi contributi su Air and Space Power Journal, Peacekeeping & International Relations, Parameters, Proceedings, Military Review, The Fletcher Forum of World Affairs, Air Force Times, la Wake Forest Law Review, la Air Force Law Review, la Tennessee Law Review, la Strategic Review, e la piattaforma di politica estera e sicurezza nazionale War on the Rocks , ed altre ancora. Prima di assumere la sua posizione attuale, il generale Dunlap operò come staff judge advocate presso Headquarters Air Combat Command.
Attualmente Dunlap è professore alla Duke University School of Law, dove tiene corsi di diritto della sicurezza nazionale, e uso della forza nel diritto internazionale, più altri argomenti.
Nel 1992 Dunlap scrisse il saggio The Origins of the American Military Coup of 2012 in cui sostenne che, se il ruolo militare delle forze armate perde la sua identità nelle missioni civili, ciò potrebbe essere pericoloso per la democrazia e per il governo civile.

## Istruzione
- 1972 Bachelor of Arts, St. Joseph's University, Philadelphia, Pennsylvania
- 1975 Juris Doctor, Villanova University School of Law, Villanova, Pennsylvania
- 1979 Squadron Officer School, Maxwell AFB, Alabama
- 1984 Armed Forces Staff College, Norfolk, Virginia
- 1989 Air War College, per corrispondenza
- 1992 Distinguished graduate, National War College, Fort Lesley J. McNair, Washington, D.C.
- 1996 National Security Program, Maxwell School of Citizenship and Public Affairs, Syracuse University, New York

## Incarichi
1. Gennaio 1976 - Aprile 1977, assistant staff judge advocate, 2nd Combat Group, Barksdale AFB, Louisiana
2. Aprile 1977 - Maggio 1978, assistant staff judge advocate, 51st Combat Group, Osan Air Base, Corea del Sud
3. Maggio 1978 - Dicembre 1978, chief, Civil Law Division, 20th Combat Group, Royal Air Force Upper Heyford, Inghilterra
4. Dicembre 1978 - Marzo 1980, chief, Military Justice Division, 20th Tactical Fighter Wing, Royal Air Force Upper Heyford, Inghilterra
5. Marzo 1980 - Luglio 1983, faculty member, Air Force Judge Advocate General School, Maxwell Air Force Base, Alabama
6. Luglio 1983 - Gennaio 1984, chief, Military Justice Division, Air Force Judge Advocate General School, Maxwell Air Force Base, Alabama
7. Gennaio 1984 - Luglio 1984, student, Armed Forces Staff College, Norfolk, Virginia
8. Luglio 1984 - Luglio 1987, staff judge advocate, 97th Bombardment Wing, Blytheville AFB, Arkansas
9. Luglio 1987 - Giugno 1989, circuit military judge, Air Force Legal Services Agency, Bolling AFB, Washington, D.C.
10. Giugno 1989 - Agosto 1991, chief, Personnel Action Law Branch, General Law Division, Headquarters U.S. Air Force, Washington, D.C.
11. Agosto 1991 - Luglio 1992, student, National War College, Fort Lesley J. McNair, Washington, D.C.
12. Luglio 1992 - Gennaio 1995, deputy staff judge advocate, United States Central Command, MacDill Air Force Base, Florida
13. Gennaio 1995 - Luglio 1998, staff judge advocate, United States Strategic Command, Offutt Air Force Base, Nebraska
14. Luglio 1998 - Luglio 2000, staff judge advocate, 9th Air Force, Shaw Air Force Base, South Carolina
15. Luglio 2000 - Febbraio 2002, staff judge advocate, Headquarters Air Education and Training Command, Randolph Air Force Base, Texas
16. Febbraio 2002 - Maggio 2006, staff judge advocate, Headquarters Air Combat Command, Langley Air Force Base, Virginia
17. Maggio 2006– Febbraio 2010, deputy judge advocate general, Headquarters U.S. Air Force, Washington, D.C.

## Riconoscimenti e decorazioni
- Judge Advocate Badge

Decorazioni personali
- Bronze oak leaf cluster
- Defense Superior Service Medal with bronze oak leaf cluster
- Legion of Merit with two bronze oak leaf clusters

Riconoscimenti di reparto
- Joint Meritorious Unit Award with two bronze oak leaf clusters
- Air Force Outstanding Unit Award with two bronze oak leaf clusters
- Air Force Organizational Excellence Award

Medaglie di servizio e di campagna
- National Defense Service Medal with bronze service star
- Armed Forces Expeditionary Medal
- Southwest Asia Service Medal with two bronze service stars
- Global War on Terrorism Service Medal
- Korea Defense Service Medal
- Humanitarian Service Medal

Riconoscimenti di servizio, addestramento e abilità al tiro
- Air Force Overseas Short Tour Service Ribbon
- Air Force Overseas Long Tour Service Ribbon
- Air Force Longevity Service Award with silver and bronze oak leaf clusters
- Small Arms Expert Marksmanship Ribbon
- Air Force Training Ribbon

Riconoscimenti esteri
- Kuwait Liberation Medal (Kuwait)

### Altri riconoscimenti
- 1984 Outstanding Judge Advocate of the Year, Strategic Air Command
- 1992 U.S. Air Force Outstanding Career Armed Services Attorney
- 1996 Thomas P. Keenan Award for international and operations law

## Date di effetto delle promozioni
| Distitntivo | Grado              | Data             |
| ----------- | ------------------ | ---------------- |
|             | Maggior generale   | 3 maggio 2006    |
|             | Brigadier generale | 1 settembre 2002 |
|             | Colonnello         | 1 agosto 1993    |
|             | Tenente colonnello | 1 settembre 1988 |
|             | Maggiore           | 1 gennaio 1983   |
|             | Capitano           | 20 gennaio 1976  |
|             | Tenente            | 9 gennaio 1975   |
|             | Sottotenente       | 14 maggio 1972   |